# 짐 바니
짐 바니(Jim Varney, 1949년 6월 15일 ~ 2000년 2월 10일)는 미국의 배우이다.

## 출연 작품

### 영화
- 어니스트 시리즈: 주인공 어니스트 역
- 토이스토리: 슬링키 역
- 토이스토리2: 슬링키 역
- 아틀란티스 - 잃어버린 제국: 제비디아 쿠키 판스워스 역